# Quentin Spohn
Quentin Spohn est un artiste contemporain français né en 1984, surtout connu pour ses grandes fresques dessinées à la pierre noire.

## Biographie
Né en 1984 à Colombes, dans les Hauts-de-Seine, il entre à l’École supérieure des arts et techniques en 2004, dont il sort diplômé en 2007, avant d’intégrer, l’année suivante, la villa Arson, où il apprend à maîtriser la couleur. Paradoxalement, il décide d’abandonner la peinture et la couleur par la suite, pour privilégier le dessin, la pierre noire et donc le noir et blanc. Ce médium lui évoque les esquisses des XVe siècle et XVIe siècle, époque où le crayon à papier n’existait pas. Cependant, dans un entretien à l’antenne de France Culture, il déclare travailler sur un projet de maquette très colorée autour du président américain Donald Trump et de ses soutiens. En 2013, à sa sortie de la villa Arson, il est mis à l’honneur par son école. Il reçoit plusieurs distinctions, notamment le prix Yishu 8 France, en 2016, et trois autres prix l'année suivante, notamment le prix Art [] Collector, tous trois récompensant une seule exposition.
En 2016, il réalise une immense fresque à la pierre noire composée de vingt-sept tableaux, s’imprégnant des œuvres foisonnantes de Jérôme Bosch et de Pieter Brueghel l'Ancien. Il revendique alors être inspiré par le réalisme magique de George Tooker et Paul Cadmus, ainsi que par l’Ash Can School du début du XXe siècle, la Nouvelle Objectivité allemande des années 1920, les artistes surréalistes et post-surréalistes ayant travaillé sur le refoulé et l’obsessionnel, à l’image d’Otto Dix et Dado. Si ses œuvres dépeignent une réalité étrangère à celle du monde réel, il figure parfois des thèmes de société, empruntant notamment à la culture numérique. Ainsi dessine-t-il par exemple le trader Jérôme Kerviel, un clavier d’ordinateur à l’arrière-plan.
En 2017, revenu d’une résidence d’artistes à Pékin, en Chine, il développe de nouvelles influences : il s’inspire désormais de la tradition du paysage chinois, notamment du shanshui, à mi-chemin entre la montagne et l’eau. Il continue cependant à mêler réel et merveilleux, à introduire de l’étrange dans un cadre réaliste.

## Expositions

### Expositions personnelles
- 2023 : 
  - From Saïgon with Love, Galerie Espace à Vendre, Nice
  - La Borne, POCTB, Le Poinçonnet
- 2022 :  Frondaison automnale, Hôpital du Buech, Laragne-Montéglin
- 2021 : 
  - Storyboards, La Bastide Rouge, Cannes
  - Tracts, salves, flammes entre fiel et terre, Narcissio, Nice
- 2020 : Dark side of the moon, Centre d'Art de Sainte-Anastasie
- 2019 : Carambolage au marché d'Anvers, Galerie Espace à Vendre, Nice
- 2017 : Shan shui, Atelier d’Estienne, Pont Scorff
- 2016 :
  - Yishu8, Pékin
  - 2016 : Le Dojo, Nice
- 2014 : Association Premier Regard, Paris
- 2009 : Monotypes, Colombes

### Expositions collectives
- 2023 :
  - Dessine-moi un mural, Centre d'art Acentmètresducentredumonde, Perpignan
  - Parcours de l'art, Eglise des Célestins, Avignon
  - Ca match(e)! Du sport à l'oeuvre, Centre d'Art Fernand Léger, Port-de-Bouc
  - Drawing Now, Carreau du Temple, Paris
  - Ribambelle, Galerie Espace à Vendre, Nice
  - 1, O Gabinete de Madame Thao, Lisbonne

- 2022 : 
  - Making room(s) for our ghosts, MOT+++, Saigon Domain, Hô Chi Minh-Ville
  -  Exode(s), Saint-Raphaël Valescure
  - Drawing now, Carreau du Temple, Paris
  - Art absolument, Paris
  - Autres futurs, Centre d'Art Fernand Léger, Port-de-Bouc
  - Camping, Hôtel Windsor, Nice
- 2021 :
  - Peinture au mètre, Espace à vendre, Nice
  - Drawing Now Alternative, représenté par l'Espace à Vendre (Nice), Paris
  - Moi, je, Château-Musée Grimaldi, Cagnes-sur-mer
  - Radical, exposition virtuelle, Artetleadership
- 2020 : 
  - Décaméron, Centro Espagnol de Perpignan
  - 100 Titres édition #3, atelier de Patrick Frega, Nice
  - En être, 70e édition de la Jeune Création, galerie Thaddeus Ropac, Pantin
  - Le pouvoir se charge de vous #2, Galerie Jeune Création, Paris
  - Voilà l'été, 109, Nice
  - Et maintenant le dessin, Galerie Espace à Vendre, Nice

- 2019 :
  - Imminentes évasions, Musée muséum départemental des Hautes Alpes, Gap
  - Roaming, Espace Niemeyer, Paris
  - La Mascarade du Chemin du mauvais pas sous la Rose, Cabane Georgina et Paréidolie, Marseille
  - Fantômes transitoires, galerie Belem, Paris
  - Ian Curtis likes this place, Villa Cameline, Nice
  - Bucolique ou presque, Hôtel Windsor, Nice
- 2018 :
  - Au milieu, la figure, Patio Opéra, Paris
  - Figurations parisiennes, Galerie du Crous
  - Au dehors on entend les oiseaux, Galerie du Filaf, Perpignan
  - Biennale internationale de Saint-Paul de Vence
  - Action ! La Nouvelle École française : première époque, Bastille Design Center, Paris
- 2017 :
  - Collection Type #7, Marseille
  - Les imaginaires d’un monde in-tranquille, centre d’art contemporain de Meymac
  - Éclairage public, Chantier 109, Nice
  - Galerie Thaddaeus Ropac, 67e édition de la Jeune Création, Pantin
  - Show me the way, Hôtel Windsor, Paris
- 2016 :
  - Le Sens de la Vague, Galerie Marine, Nice (avec Alice Guittard).
  - Les 15 ans de Premier Regard, Bastille Design Center, Paris.
  - Drawing-Room 016, Montpellier.
  - Dessin, Atelier Richelieu, Paris.
  - Showroom, Le 22, Nice.
  - La ligne noire, Lieu Commun, Toulouse.
- 2015 :
  - Art is hope, Piasa, Paris.
  - Drawing-Room 015, Montpellier.
  - Punch and Lines, 123-MLS, Bordeaux.
  - Diwan, Le 22, Nice.
  - Décalaminage, Galerie Baraudou-Schriqui, Paris.
  - Nice, le grand atelier, Forum Jorge François, Nice.
- 2014 :
  - Supervues, Hôtel Burrhus, Vaison-la-Romaine.
  - Au pays des enchantements, Galerie de la Marine, Nice.
  - Quand même, Le 22, Nice.
  - Salon de Montrouge, Le Beffroi, Montrouge.
  - Bricologie, Ort raumLABOR, Braunschweig.
  - Minimenta, Galerie Bertrand Baraudou, Paris.
- 2013 :
  - Les corps compétents, Centre d’art de la Villa Arson », Nice.
  - Drawing by numbers, Espace à vendre, Nice.
  - Le sens de la vague, Galerie de la Marine, Nice.
  - Dés-arsonnés, Espace Ferrié, Draguignan.
  - Méfie-toi des Ides de Mars, musée d’archéologie, Nice.
  - Libération, constante d’énergies infimes, Le 22, Nice.
  - L’été américain, Le 22, Nice.
- 2012 :
  - Kombiticket, Clubroom #2, NGBK, Berlin.
  - Été indien, Lycée François Villon, Paris.
  - Idem #2, abbaye de Forest, Bruxelles.
  - Idem #1, La Providence, Nice.
- 2011 :
  - Objects in the mirror are closer than they appear, Le Salon, Nice.
  - Produits dérivés, La Zonmé, Nice.

## Récompenses
2021
- Prix Art Absolument/Drawing Factory

2018
- Prix de la Jeune Création de la Biennale Internationale de Saint Paul de Vence

2017
- Prix Art Collector
- Prix Jennifer Flay
- Prix La Cave Filaf

2016
- Prix Yishu8

2013
- Prix de la Jeune Création contemporaine de la ville de Nice - Fondation Bernar Venet